# Епархия Яньцзи
 Епархия Яньцзи  (лат. Dioecesis Ienchivensis) — епархия Римско-Католической церкви с центром в городе Яньцзи, Китай. Епархия Яньцзи входит в митрополию Шэньяна. С 1985 года кафедра епархии Яньцзи является вакантной.

## История
19 июля 1928 года Римский папа Пий XI выпустил бреве Ex hac Divi, которым учредил апостольскую префектуру Яньцзи, выделив её из апостольского викариата Вонсана (сегодня — Епархия Хамхына).
13 апреля 1937 года апостольская префектура Яньцзи была преобразована в апостольский викариат.
11 апреля 1946 года Римский папа Пий XII издал буллу Quotidie Nos, которой преобразовал апостольский викариат Яньцзи в епархию.

## Ординарии епархии
- епископ Theodor (Hermann) Breher (5.02.1929 — 2.11.1950);
- епископ Timotheus (Franz Xaver) Bitterli (9.04.1954 — 4.10.1985);
  - Sede vacante с 4.10.1985 года по настоящее время.

## Источник
- Annuario Pontificio, Libreria Editrice Vaticana, Città del Vaticano, 2003, ISBN 88-209-7422-3
- Бреве Ex hac Divi, AAS 21 (1929), p. 181  (лат.)
- Булла Quotidie Nos, AAS 38 (1946), p. 301  (лат.)